# Arnolt pap
Arnolt pap néven említi magát két korai középfelnémet költemény szerzője. A költemények eredetiségét sem bebizonyítani, sem megcáfolni nem lehet. Életéről semmit sem tudunk, a költemények bajor nyelven készültek.
Általában a 12. század közepére teszik a középfelnémet Juliane-legendát. A grazi 1501-es számú kéziratba 1335 után bejegyzett legenda a keresztény hajadon Juliane mártíriumát dolgozza fel, aki Caius Valerius Maximinus római császár uralkodása idején vonakodott feleségül menni egy pogány helytartóhoz, aki ezért megkínozta és kivégezte őt. A legenda szerzőjeként ewart ... Arnolt mutatkozik be.
A szentlélek dicshimnusza „Von der Siebenzahl” (A hetes számról, szerzője Priester der hiez Arnolth pap, akit Arnolthnak hívtak) a hetes szám vallásos magyarázása és az ún. Voraui kéziratban maradt az utókorra.